# Feings (Orne)
Feings település Franciaországban, Orne megyében. Lakosainak száma 191 fő (2022. január 1.). Feings Longny les Villages, Saint-Mard-de-Réno, Tourouvre au Perche és Villiers-sous-Mortagne községekkel határos.

## Népesség
A település népességének változása:
| Lakosok száma | 217  | 207  | 203  | 191  | 189  | 186  | 184  | 187  | 191  |
|               | 2013 | 2015 | 2016 | 2017 | 2018 | 2019 | 2020 | 2021 | 2022 |